# Роды цветковых растений (Q)
Ниже приведён список действительных названий родов цветковых (покрытосеменных) растений, начинающихся на «Q», включённых в базу данных The Plant List, открытую в декабре 2010 года как совместный энциклопедический интернет-проект Королевских ботанических садов Кью (Великобритания) и Ботанического сада Миссури (США).
Всего в базу данных The Plant List включено по состоянию на 8 марта 2011 года 904 649 названий цветковых растений в ранге вида, из которых действительными являются 273 174 названий; число действительных названий родов цветковых растений — 14 038, семейств цветковых растений — 406.

## Список родов
В первом столбце таблицы расположены в алфавитном порядке 14 042 латинских названий родов (в разделе статистики базы данных The Plant List говорится о 14 038 родах).
В втором столбце указано семейство, в которое входит данный род.
| Название        | Семейство       |
| --------------- | --------------- |
| Quadrella       | Capparaceae     |
| Qualea          | Vochysiaceae    |
| Quamoclidion    | Nyctaginaceae   |
| Quamoclit       | Convolvulaceae  |
| Quapoya         | Clusiaceae      |
| Quaqua          | Apocynaceae     |
| Quararibea      | Malvaceae       |
| Quassia         | Simaroubaceae   |
| Quaternella     | Amaranthaceae   |
| Quechualia      | Compositae      |
| Queenslandiella | Cyperaceae      |
| Quekettia       | Orchidaceae     |
| Quelchia        | Compositae      |
| Quercus         | Fagaceae        |
| Quesnelia       | Bromeliaceae    |
| Quetzalia       | Celastraceae    |
| Quezeliantha    | Brassicaceae    |
| Quiabentia      | Cactaceae       |
| Quidproquo      | Brassicaceae    |
| Quiina          | Ochnaceae       |
| Quillaja        | Quillajaceae    |
| Quinchamalium   | Schoepfiaceae   |
| Quincula        | Solanaceae      |
| Quinetia        | Compositae      |
| Quinqueremulus  | Compositae      |
| Quinquina       | Rubiaceae       |
| Quintinia       | Paracryphiaceae |
| Quisqualis      | Combretaceae    |
| Quisqueya       | Orchidaceae     |
| Quisumbingia    | Apocynaceae     |
| Quivisianthe    | Meliaceae       |